# Trác Dĩ Hòa
Trác Dĩ Hòa (tiếng Trung: 卓以和; bính âm: Zhuó Yǐhé; sinh ngày 10 tháng 7 năm 1937) là Phó chủ tịch phụ trách Nghiên cứu bán dẫn tại Phòng thí nghiệm Bell của Alcatel-Lucent. Ông được gọi là "cha đẻ của epitaxy chùm phân tử"; một kỹ thuật mà ông đã phát triển tại cơ sở đó vào cuối những năm 1960. Ông cũng là nhà đồng phát minh, với Federico Capasso của laser thác lượng tử tại phòng thí nghiệm Bell vào năm 1994.

## Tiểu sử
Trác Dĩ Hòa sinh ra ở Bắc Kinh. Ông đã đi đến Hồng Kông vào năm 1949 và học trung học tại trường Trung học Bồi Chinh. Ông nhận bằng Cử nhân, Thạc sĩ và tiến sĩ kỹ sư điện của Đại học Illinois. Ông gia nhập phòng thí nghiệm Bell vào năm 1968. Ông là thành viên của Học viện Khoa học Quốc gia và Học viện Kỹ thuật Quốc gia, cũng như Thành viên của Hiệp hội Vật lý Mỹ, Viện Kỹ sư Điện và Điện tử, và Học viện Nghệ thuật và Khoa học Hoa Kỳ.
Tháng 6 năm 2007, ông được vinh danh với Huy chương Quốc gia về Công nghệ và Sáng kiến đổi mới, vinh dự cao nhất được trao tặng bởi Tổng thống Hoa Kỳ về đổi mới công nghệ.
Ông đã đặt nền móng cho quá trình epitaxy chùm phân tử (MBE) vào đầu những năm 1970 thông qua việc sử dụng các kỹ thuật giám sát tại chỗ trong quá trình phát triển epitaxy của GaAs. Ông là người đầu tiên quan sát mô hình nhiễu xạ electron năng lượng cao hai chiều của sự phát triển tinh thể GaAs, và làm mịn bề mặt tinh thể. Điều này cuối cùng đã hình thành cơ sở cho sự phát triển thành công của vật liệu MBE cho kỹ thuật bandgap, không được tìm thấy trong tự nhiên, duy nhất đối với MBE. Ông nhận được giải thưởng cho những đóng góp của mình cho việc phát minh MBE và thương mại hóa nghiên cứu của ông.
Ông đã có nhiều giải thưởng cho tên tuổi của mình, bao gồm: Giải thưởng quốc tế về vật liệu mới của Hiệp hội vật lý Mỹ năm 1982, Huy chương Khoa học và Công nghệ của Hiệp hội điện hóa năm 1987, Giải thưởng hội nghị vật liệu thế giới của ASM quốc tế năm 1988, Giải thưởng Gaede -Langmuir của Hiệp hội chân không Mỹ năm 1988, Giải thưởng thành tựu IRI của Viện nghiên cứu công nghiệp năm 1988, Giải thưởng khoa học Thomas Alva Edison của Thống đốc bang New Jersey năm 1990, Giải thưởng tăng trưởng tinh thể quốc tế của Hiệp hội tăng trưởng tinh thể Mỹ năm 1990, Huân chương Khoa học Quốc gia năm 1993, Giải thưởng Von Hippel của Hiệp hội nghiên cứu vật liệu năm 1994, Huân chương Elliott Cresson của Viện Franklin năm 1995, Huy chương danh dự IEEE năm 1994 và Giải thưởng Vi tính & Truyền thông của Quỹ C&C, Nhật Bản vào năm 1995. Năm 2009, ông được giới thiệu vào Đại sảnh Danh vọng các Nhà phát minh Quốc gia.
Năm 1985, phòng thí nghiệm Bell trở thành tổ chức đầu tiên được vinh danh với Huân chương Công nghệ Hoa Kỳ, được trao cho “những đóng góp trong nhiều thập kỷ về hệ thống thông tin liên lạc hiện đại”. Với giải thưởng này của ông, đánh dấu lần thứ 8 phòng thí nghiệm Bell và các nhà khoa học tại đây nhận được giải thưởng.
Ông kết hôn và có một con trai và ba con gái.